# Аппингедам
Аппингедам (нидерл. Appingedam) — город в нидерландской провинции Гронинген, с 1 января 2021 года входит в общину Эмсделта.
Населённый пункт на месте Аппингедама существовал как минимум с XIII века. В 1327 он получил права города. В конце средневековья он стал морским портом, серьёзно конкурировавшим с Гронингеном, однако когда Гронинген получил право складирования, то Аппингедам быстро потерял своё значение.

## Известные уроженцы
- Бринк, Ян тен (1834—1901) — голландский писатель, историк литературы и литературный критик.